# Il regno in pericolo
Il regno in pericolo è il terzo capitolo della saga de La guerra degli elfi scritta e ideata da James Herbert Brennan. In seguito è stato pubblicato Il destino del regno.

## Trama
Con la morte del padre, e l'abdicazione in suo favore del fratello, Aurora si ritrova a governare il Regno. Per vedere quali possibilità di vittoria avrebbe dichiarando guerra agli Elfi della Notte, Aurora consulta un oracolo, attraverso un rito, riesce a parlare con l'antico dio Yidam, che le assicura la vittoria.
Quindi, la Regina degli Elfi convoca un'assemblea fra alcuni membri della casa reale e i tre generali del regno (Lampides, Podalirio e Silvicolus), all'appello manca solo Pyrgus, che si trova in incognito nella tenuta di Zosine Typha Ogyris, ricco mercante proveniente dalla terra di Halek, per incontrare Gela, bellissima figlia di Zosine; durante quest'incontro, scopre una strana serra contenente fiori di cristallo.
In quanto il fratello ignora i continui richiami, Aurora manda un drappello di uomini per portare Pyrgus a Palazzo. Nonostante tutto, il commando viene dirottato da Lord Rodilegno verso il suo palazzo, perché deve recare a Pyrgus un importante messaggio: le Case della Notte vogliono firmare un patto di non belligeranza con gli Elfi della Luce.
Quindi le truppe mandate da Aurora riportano Pyrgus a palazzo, dove egli reca il messaggio datogli da Rodilegno. 
Intanto, Henry si trova nel Mondo Analogo. Dopo una serata passata a casa di Charlie, nella via per tornare a casa viene rapito da un'astronave aliena guidata da demoni. Dopo tre giorni si ritrova in aperta campagna, ma fortunatamente riesce a tornare a casa, dove trova la madre e la sua amante Anais preoccupate per lui; mentre si trova in camera sua e sta parlando con Anais, scompare sotto gli occhi di quest'ultima per ritrovarsi nel Regno degli Elfi; il signor Fogarty aveva inventato un modo per teletrasportare le persone da una dimensione all'altra.
Poco prima però Aurora parte per andare a capire se l'offerta fatta da Lord Rodilegno è genuina o meno, quindi si porta dietro il canvero Scassatimpani, facendo partire un Conto alla Rovescia (antica usanza usata per la salvaguardia del Monarca, che era il solo a poterlo fermare: una volta finito il tempo, i generali erano obbligati a dichiarare guerra al nemico. Quest'usanza era usata soprattutto per le missioni diplomatiche, come quella che si accingeva a compiere Aurora). Arrivata nella nuova tenuta di Rodilegno, vanno insieme a parlare in una stanza protetta da segretincanti e magie di protezione varie.
Aurora, che si era presa la briga di nascondersi per bene il canvero, viene invitata a farlo uscire allo scoperto dallo zio Rodilegno, per niente irritato dalla presenza dell'animale. Dunque Aurora ha la conferma che lo zio non sta mentendo, quindi accetta la proposta, ma mentre se ne sta andando il nuovo Viceré di Rodilegno, un vampiro, lo avverte della presenza di intrusi nella tenuta. 
Accertatosi dell'identità dei ficcanaso, blocca Aurora, in quanto le persone che erano entrate nella tenuta altri non erano che Pyrgus, Henry e Ciancia, che erano andati al seguito di Aurora su iniziativa di Henry. Poco dopo si ritrovano tutti nella stanza di prima, dove Rodilegno cerca di capire come mai i tre erano irrotti nella sua proprietà. In un lapsus Henry decide che è ora di andare, in un lampo uccide con un paletto il vampiro di Rodilegno che si dissolve e, con violenza, si dilegua portandosi dietro Aurora, il tutto ad una velocità incredibile.
Henry ed Aurora si ritrovano in un cubo bianco e poi i demoni li trasportano in una stanza su un disco volante. Si scopre che Henry era stato influenzato dai demoni-alieni durante il rapimento, grazie ad un impianto inserito nella testa del povero ragazzo. I demoni infatti avevano un loro programma di allevamento per conquistare il Mondo Analogo ed Infera: figli di Infera nati da madre analoga si erano già infiltrati in alcune posizioni di potere del Regno della Terra. La seconda parte del programma consisteva nel creare figli di Infera da madre elfa, iniziando col figlio che Aurora ed Henry (eventualmente ritrasformato in demone tramite l'impianto nel suo cervello) avrebbero dovuto concepire. Ma Aurora con un ingegnoso piano attira i tre demoni presenti nel disco volante e ne uccide uno con lo stimulus (piccola arma che ammazza al contatto) e un altro spezzandogli il collo. Il terzo è ucciso da Henry, che lo strangola. Dopo averli uccisi i due rientrano a Palazzo tramite un raggio trasportatore demoniaco e l'impianto di Henry viene rimosso. Purtroppo così facendo il ragazzo non ricorda più nulla sui piani dei demoni.
Intanto Pyrgus va in casa Ogyris con Ciancia per scoprire di più sui fiori di cristallo e si accorge che il loro effetto è di fermare il tempo. Inoltre distrugge la serra dov'erano coltivati. Quindi viene messo al comando di una spedizione per recuperare i fiortempo e reincontra Nymph, che ne capitana una per conto degli Elfi della Foresta. Tuttavia si scopre che i fiori sono spariti. Madama Circe tramite un CC (Canale Comunicante, in grado di mettersi in contatto con gli altri CC, tutti collegati in una rete) dice a Pyrgus, Nymph e allo stesso CC di andare nella parte nord-est del deserto.
Nel frattempo Rodilegno e Panolis, duca di Flammea si accorgono che nel deserto c'è una numerosissima schiera di demoni, più di un milione. Quindi il primo manda il duca di Flammea ad accoglierli: per tutta risposta riceve la testa di Panolis dentro ad un sacco, segno che i demoni hanno intenzioni ostili nei suoi confronti. Quindi quando la guerra civile fra Luminosi e Notturni è già praticamente scoppiata, Rodilegno contatta Aurora per chiedere un'alleanza contro i demoni. Durante l'incontro si evince anche che Rodilegno non sa nulla dei fiortempo e dato che Henry per rapire Aurora sotto gli ordini dei demoni ne ha usato uno, viene messo in chiaro che Ogyris stava rifornendo Beleth di fiortempo e non Rodilegno.
Pyrgus, Nymph e Stecco (il CC) raggiungono il deserto e vengono scortati da una tribù di Triniani nomadi. Vedono le enormi fila di Beleth e poi scoprono anche come hanno fatto ad entrare: tramite migliaia di portali posti in un Gran Dirupo. Cercano di provare a sabotarli, ma vengono attaccati dalle guardie Goblin. Dopo un breve scontro, capiscono che si tratta di un illudincanto: in realtà i Goblin e i portali sono illusioni. Ancor di più: l'intero esercito di Beleth è frutto di un illudincanto. Intanto Ciancia rientra a Palazzo (Pyrgus l'aveva scordato nella tenuta degli Ogyris perché era scappato fermando il tempo con uno dei fiori) ed informa Madama Circe che in mancanza della serra, i fiori sono tutti appassiti e hanno perso l'effetto di fermare il tempo.
Fogarty ipnotizza Henry e scopre che il ragazzo non ha mai fatto nulla ad Aurora dopo averla rapita: i due non erano mai stati in una stanza di un disco volante, Aurora non aveva con sé lo stimulus e non si potevano far nascere demoni da madre elfica perché il sangue era troppo diverso. Per di più Henry era riuscito a spiegare il piano di allevamento ad Aurora perché l'impianto era stato disattivato, quindi finché rimaneva disattivo Aurora non avrebbe mai concepito un demone. Quello che Henry ed Aurora hanno visto è causato da falsi ricordi, creati da Beleth: in realtà quello che è successo veramente è che Beleth ha messo un impianto anche alla Regina e poi ha rispedito i due a Palazzo col raggio trasportatore demoniaco. I falsi ricordi, unitamente all'illusione delle truppe nel deserto, servono a nascondere il vero piano del principe demone: costringere Aurora (tramite l'impianto che le ha messo) a recarsi nell'area più remota del Palazzo e tramite un canale di comunicazione antichissimo farsi evocare e mandare nel Regno le proprie truppe, poi sposare Aurora. Henry, recuperando la memoria in seguito all'ipnosi del signor Fogarty, raggiunge Beleth durante la cerimonia. Il demone ferisce il ragazzo ed è questo che fa riprendere Aurora dal controllo mentale che il Principe delle Tenebre esercitava su di lei; quindi la Regina tramite un rasoio uccide Beleth e diventa anche Regina di Infera. Le viene rimosso l'impianto e lei annulla la guerra civile (sebbene già fosse iniziata ed avesse già fatto vittime). Il libro si chiude con Aurora che chiede ad Henry di restare nel Regno.

## Edizioni
- James Herbert Brennan, La guerra degli elfi: Il Regno in pericolo, traduzione di Angela Ragusa, Arnoldo Mondadori Editore, 2006,  p. 370, ISBN 88-04-56038-X.